# Маттіас Якоб
Маттіас Якоб  (нім. Matthias Jacob, 2 квітня 1960) — німецький біатлоніст, олімпійський медаліст.

## Виступи на Олімпіадах
| Олімпіада    | Дисципліна                | Місце |
| ------------ | ------------------------- | ----- |
| Сараєво 1984 | спринт 10 км              | 3     |
| Сараєво 1984 | естафета 4 х 7,5 км       | 4     |
| Калгарі 1988 | індивідуальна гонка 20 км | 9     |
| Калгарі 1988 | естафета 4 х 7,5 км       | 5     |